# Davide Brivio (director deportivo)
Davide Brivio (Lecco; 17 de julio de 1964) es un director italiano de deportes de motor. Anteriormente fue director del equipo de Yamaha en el Campeonato Mundial de Superbikes y el Campeonato Mundial de Motociclismo, así como en Suzuki MotoGP.fue director de carreras de Alpine F1 Team. Actualmente director del equipo Trackhouse Racing Team de MotoGP.
Brivio es uno de los directores de equipo más exitosos en la historia de los Grandes Premios de Motociclismo, y ha dirigido a sus equipos y pilotos a seis títulos de pilotos, cuatro títulos de constructores y seis títulos de equipos.

## Carrera
Nacido y criado en las inmediaciones del legendario Autodromo Nazionale di Monza, Brivio tuvo una temprana pasión por los deportes de motor y fue un gran piloto de motocross. Se convirtió en comentarista de circuito en su pista local de motocross y escribió reportajes para una revista de motocicletas. Brivio se graduó del Istituto Villa Greppi en Monticello, Italia con un diploma en contabilidad en 1982.

### Campeonato Mundial de Superbikes
A partir de 1990, Brivio fue el encargado de prensa de Fabrizio Pirovano en el Campeonato Mundial de Superbikes. En 1992, se convirtió en el director de equipo de la División Belgarda Yamaha Racing en Superbikes. A finales de 1993, se trasladó al equipo de fábrica de Yamaha, y en 1995 fue ascendido a director del equipo, donde permaneció hasta finales de 2000. Continuó en un puesto de consultor con el equipo en 2001.

### Campeonato Mundial de Motociclismo

#### Yamaha
A finales de 2001, Brivio fue ascendido a jefe de equipo de los esfuerzos de Yamaha MotoGP. El deporte se movía a motores de cuatro tiempos para 2002, y se esperaba que aportara la experiencia relevante del Superbikes, que ha utilizado motores de cuatro tiempos desde el inicio de la serie. Brivio jugó un papel decisivo en persuadir a Valentino Rossi para que se alejara de Honda y se uniera a Yamaha en 2004. De 2004 a 2010, Brivio y Yamaha disfrutaron del éxito con cinco campeonatos de pilotos (Rossi en 2004, 2005, 2008 y 2009, y Jorge Lorenzo en 2010) y cuatro campeonatos de constructores (2005, 2008, 2009, 2010).

#### Consultor independiente
Con la salida de Rossi de Yamaha a Ducati a finales de 2010, Brivio dejó Yamaha y se convirtió en consultor de Rossi y su programa de desarrollo de pilotos VR46 de 2010 a 2013.

#### Suzuki
En 2013, Brivio se unió a Suzuki MotoGP como director del equipo de pruebas antes de su reingreso a la categoría de MotoGP. Cuando en 2014 el fabricante anunció oficialmente su participación en la serie a partir de 2015, se nombró a Brivio como director del equipo de los esfuerzos renovados. Brivio se centró en fichar a jóvenes pilotos y prometedores de las clases más bajas para desarrollarlos para que encajaran en el equipo y la motocicleta Suzuki. Después de una sólida primera temporada en 2015 con puntos consistentes para ambos pilotos, Brivio y Suzuki experimentaron sus primeros éxitos en la clase en 2016 con el piloto de segundo año Maverick Viñales subiendo al podio en la quinta ronda en Francia y una victoria en Gran Bretaña, seguido de dos podios más para cerrar el año. Sin embargo, con este éxito, el equipo perdió sus concesiones de desarrollo, lo que llevó a un 2017 difícil con solo finales de puntos esporádicos y, posteriormente, recuperaron sus concesiones. Un regreso en forma en 2018 vio al equipo lograr nueve podios ese año, y en 2019 Álex Rins obtuvo dos victorias en América y Gran Bretaña.
En 2020, los esfuerzos de Brivio dieron sus frutos, con el equipo obteniendo dos victorias y once podios en el camino hacia el Campeonato de Equipos y un Campeonato de Pilotos para Joan Mir, el primero para Suzuki desde 2000 con Kenny Roberts Jr.
En enero de 2021, Suzuki y Brivio anunciaron que dejaría el equipo Suzuki y MotoGP en su totalidad.

### Fórmula 1
En enero de 2021, Brivio se convirtió en director de carreras del Alpine F1 Team.